# LIAR (나카모리 아키나의 노래)
〈LIAR〉(라이어)는 일본의 여가수 나카모리 아키나(中森明菜)의 23번째 싱글로 1989년 4월 25일에 발매되었다. (EP: 06L7-4070, CT: 09L5-4070, 8cmCD: 09L3-4070) 작사는 시라미네 미츠코(白峰美津子)가, 작곡은 이즈미 카즈야(和泉一弥)가, 편곡은 니시히라 아키라(西平彰)가 담당하였고 워너 파이오니어의 레이블로 출시되었다. B사이드곡은 〈Blue On Pink〉로, 작사는 미우라 요시코(三浦徳子)가, 작곡은 구니야스 와타루(	国安わたる)가, 편곡은 와카쿠사 케이(若草恵)가 도맡았다. 이 곡으로 활동 중이던 1989년 7월 11일, 나카모리는 연인이었던 곤도 마사히코와의 치정문제로 곤도의 집에서 왼쪽 손의 신경을 칼로 긋고 자살을 기도하였으며 이후 1년간 활동을 중지하게 되었다.
1989년 5월 8일, 오리콘 주간 싱글 차트에 〈TATTOO〉이래 1위를 달성하였다. 차트 톱100을 총 20주간 지켰고, 1989년 오리콘 연간 싱글 차트 28위를 기록했다. 음악평론가 츠츠미 쇼지는 이 곡을 일러 오소독스(orthodox)한, 즉 전통적인 스타일이라 평하고, 나카모리의 음색은 저음의 피아니시모를 띄며 가사가 무너지는 일 없이 명료하게 전해졌으며, 지금까지 다양한 창법을 구사하였다가 마침내 터득하였다고 평했다.

## 수록곡
| #            | 제목                 | 작사            | 작곡            | 편곡            | 재생 시간 |
| ------------ | -------------------- | --------------- | --------------- | --------------- | --------- |
| 1.           | 〈〈LIAR〉〉         | 시라미네 미츠코 | 이즈미 카즈야   | 니시히라 아키라 | 4:35      |
| 2.           | 〈〈Blue On Pink〉〉 | 미우라 요시코   | 구니야스 와타루 | 와카쿠사 케이   | 3:42      |
| 총 재생 시간 | 총 재생 시간         | 총 재생 시간    | 총 재생 시간    | 총 재생 시간    | 8:17      |

## 발매 일정
| 버전              | 일정             | 레이블         | 포맷                                              |
| ----------------- | ---------------- | -------------- | ------------------------------------------------- |
| 〈LIAR〉          | 1989년 4월 25일  | 워너 뮤직 재팬 | EP (06L7-4070), CT (09L5-4070), 8cmCD (09L3-4070) |
| 〈LIAR〉 (재발매) | 1998년 11월 26일 | 워너 뮤직 재팬 | 12cmCD (WPC6-8680)                                |
| 〈LIAR〉 (재발매) | 2008년 11월 12일 | 워너 뮤직 재팬 | 디지털 다운로드                                   |